# Kanton Bourbriac
Kanton Bourbriac (fr. Canton de Bourbriac) je francouzský kanton v departementu Côtes-d'Armor v regionu Bretaň. Tvoří ho sedm obcí.

## Obce kantonu
- Bourbriac
- Kerien
- Magoar
- Plésidy
- Pont-Melvez
- Saint-Adrien
- Senven-Léhart